# Archidiecezja Dubuque

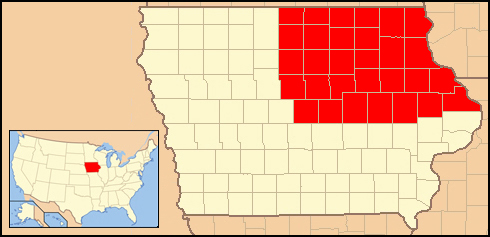
Mapa Archidiecezji Dubuque

Archidiecezja Dubuque  (łac. Archidioecesis Dubuquensis , ang. Archdiocese of Dubuque) – rzymskokatolicka archidiecezja metropolitalna ze stolicą w Dubuque, w stanie Iowa, Stany Zjednoczone.
Obejmuje terytorialnie północno-wschodnią część stanu Iowa, w skład którego wchodzą hrabstwa: północna część Polk, Jasper, Poweshiek, Iowa, Johnson, Cedar, Clinton,wschodnią część Kossuth, Humboldt, Webster i Boone.
Archikatedrą diecezjalną jest katedra katedra św. Rafała w Dubuque.

## Historia
Diecezja Dubuque została utworzona 28 lipca 1837 przez papieża Grzegorza XVI. Ks. Mathias Loras został mianowany pierwszym biskupem diecezji Dubuque. Kościół św. Rafaela stał się katedrą diecezjalną w sierpniu tego roku.
W 1850 roku z terytorium diecezji została wyodrębniona nowa diecezja Saint Paul, obsługującą Terytorium Minnesota (później stany Minnesota, Dakota Północna i Dakota Południowa).
15 czerwca 1893 Diecezja Dubuque została podniesiona do rangi archidiecezji przez papieża Leona XIII, a biskup Hennessey został pierwszm arcybiskupem Dubuque.

## Sufraganie
Arcybiskup Dubuque jest również metropolitą Dubuque.
- Diecezja Davenport
- Diecezja Des Moines
- Diecezja Sioux City

## Ordynariusze
1. Biskup Mathias Loras (1837 –1858)
2. Biskup Clement Smyth, OCSO (1858 – 1865)
3. Arcybiskup John Hennessey (1866 – 1900)
4. Arcybiskup John Joseph Keane (1900 – 1911)
5. Arcybiskup James John Keane (1911 – 1929)
6. Arcybiskup Francis J. L. Beckman (1930 – 1946)
7. Arcybiskup Henry Patrick Rohlman (1946 – 1954)
8. Arcybiskup Leo Binz (1954 – 1961)
9. Arcybiskup James Joseph Byrne (1962 – 1983)
10. Arcybiskup Daniel Kucera OSB (1983 – 1995)
11. Arcybiskup Jerome Hanus OSB (1995 – 2013)
12. Arcybiskup Michael Jackels (2013 - 2023)
13. Arcybiskup Thomas Zinkula (od 2023)

## Szkoły

### Kolegia
- Clarke College
- Loras College

### Szkoły średnie
- Beckman High School, w Dyersville
- Columbus High School w Waterloo
- Don Bosco High School w Gilbertville
- Marquette High School w Bellevue
- Newman Catholic High School w Mason City
- Wahlert High School w Dubuque
- Xavier High School w Cedar Rapids